# Мильдзихов, Хаджимурза Заурбекович
Хаджимурза Заурбекович Мильдзихов (осет. Милдзыхты Зауырбеджы фырт Хадзымырза; 1 января 1919, Эльхотово, Терская область — 15 мая 1998, Владикавказ) — командир отделения 177-й отдельной разведывательной роты 163-й стрелковой дивизии 34-й армии Северо-Западного фронта, старший сержант, Герой Советского Союза.

## Биография
Родился 1 января 1919 года в селении Эльхотово ныне Кировского района Северной Осетии. Осетин.
Окончил 7 классов. Ещё подростком работал в селе почтальоном, пастухом.
В Красной Армии с 1939 года. Службу проходил на Дальнем Востоке, в Благовещенске, затем в кавалерийской части у западных границ, в Литве.
Участник Великой Отечественной войны с июня 1941 года. В первый день войны, отступая, спас из горящей казармы знамя части. Через несколько дней добрался до Пскова и был зачислен в разведроту 163-й стрелковой дивизии. Участвовал в боях на Северо-Западном фронте, стал командиром отделения. В том же году ему удалось сбить бомбардировщик Ju 88 из крупнокалиберного немецкого зенитного пулемёта.
14—17 января 1942 года командир отделения 177-й отдельной разведывательной роты (163-я стрелковая дивизия, 34-я армия, Северо-Западный фронт), комсомолец, старший сержант Хаджимурза Мильдзихов находился в составе истребительного отряда в тылу противника в Лычковском районе, ныне Демянский район Новгородской области. Попав в засаду, вначале с разведчиком Черновым, затем в одиночку огнём из автомата сдерживал натиск крупных вражеских сил. Был тяжело ранен в живот и в ногу, но продолжал вести бой. Когда прибыло подкрепление, перед его огневой позицией насчитали 108 трупов гитлеровских солдат.
Указом Президиума Верховного Совета СССР «О присвоении звания Героя Советского Союза начальствующему составу Красной Армии» от 16 марта 1942 года за «образцовое выполнение боевых заданий командования и проявленные при этом отвагу и геройство» удостоен звания Героя Советского Союза с вручением ордена Ленина и медали «Золотая Звезда» (№ 625). Он стал первым осетином, удостоенным этого звания в годы войны.
Лечился в госпиталях в Валдае, Москве, Сочи, в родном Орджоникидзе. В военном госпитале в Валдае награды Родины были вручены герою Членом Военного Совета Северо-Западного фронта дивизионным комиссаром Прониным. Когда гитлеровцы прорвались к Кавказу, выписавшись из госпиталя, был зачислен в органы НКВД старшим оперуполномоченным по борьбе с бандитизмом. В начале 1943 года Мильдзихов был направлен на учёбу в Тбилисское артиллерийское училище, но проучился только пять месяцев. Сказались последствия ранений, он был признан негодным к военной службе и комиссован. Вернулся на родину. Был на советской и партийной работе.
Член ВКП(б)/КПСС с 1945 года. В 1948 году окончил Высшую партийную школу при ЦК ВКП(б). Работал директором профессионально-технического училища, директором бесланской базы сельскохозяйственной техники, инженером министерства сельского хозяйства.
Проживал в доме № 29 на улице Тамаева в Орджоникидзе (ныне — Владикавказ).
Умер 15 мая 1998 года. Похоронен во Владикавказе на Аллее Славы.
Имя героя носит владикавказская средняя школа № 15, а в его родном селе Эльхотово его именем названа улица.

## Награды
- Герой Советского Союза (орден Ленина и медаль «Золотая Звезда» № 625; 16.03.1942)
- орден Отечественной войны 1-й степени (1985)
- медали.